# Torsten Ullman
Pour les articles homonymes, voir Ullman.
Torsten Elis Ullman, né le 27 juillet 1908 à Stockholm (Suède) et mort le 11 mai 1993 à Växjö (Suède), est un tireur sportif suédois.

## Palmarès
- Jeux olympiques d'été de 1936 à Berlin :
  -  Médaille d'or en pistolet à 50 mètres.
  -  Médaille de bronze en pistolet à 25 mètres (tir rapide).

- Jeux olympiques d'été de 1948 à Londres :
  -  Médaille de bronze en pistolet à 50 mètres.